# FlixOlé
FlixOlé es una plataforma de vídeo bajo demanda especializada en cine español. Creada en España en 2017, la firma de entretenimiento opera principalmente en el mercado hispanohablante y ofrece un catálogo con más de 4.000 títulos que incluyen series, documentales y cortos, a los que se accede mediante suscripción.

## Historia
El origen de FlixOlé está estrechamente ligado a la trayectoria profesional de su impulsor, Enrique Cerezo, productor de cine y actual presidente del Atlético de Madrid. A través de la distribuidora Mercury Films, Cerezo consiguió los derechos de las principales productoras del país. Durante los años de actividad de la compañía, ésta ha adquirido la propiedad de alrededor 8.000 títulos, aglutinando la mayor parte de la memoria cinematográfica española. Si bien el 80% del archivo se compone de cine español, también se incluyen películas norteamericanas y europeas.
Además de la distribución, Mercury Films lleva a cabo una labor de restauración del material fílmico del que dispone, comprendiendo negativos y copias. De esta manera, el inmenso catálogo fue lo que animó al empresario a embarcarse en una programación virtual.

### Lanzamiento de la plataforma
Fue a finales del año 2017 cuando FlixOlé (marca comercial de Lomatena Investments S.L.), y su socia tecnológica Magine Pro, comenzó a dar sus primeros pasos a través de varios proyectos, los cuales culminaron con el lanzamiento del servicio de vídeo bajo demanda en 2018. La iniciativa surgió con el objetivo de hacer extensible el patrimonio cultural audiovisual de España al resto del mundo. En estos términos, el promotor de la iniciativa, Enrique Cerezo presentó oficialmente FlixOlé en noviembre de 2018 bajo el eslogan ‘La casa del cine español’. Durante la ceremonia, el empresario se expresó en estos términos:
«Si plataformas como Netflix, HBO o Amazon están apostando fuertemente por contenidos en español, ¿por qué no vamos a ser capaces de crear nuestra propia plataforma para ofrecer a los consumidores el mejor cine español de todas las épocas?»
El acto se celebró en las dependencias de la Real Academia Española (RAE), y fue apadrinado por los intérpretes Concha Velasco, José Sacristán, Miguel Ángel Muñoz, Natalia de Molina y Santiago Segura. En su estreno oficial, FlixOlé fue presentado con alrededor de 2.500 títulos. Desde entonces se han ido incorporando nuevos contenidos al catálogo de la plataforma, hasta superar los 4.000 títulos disponibles actualmente. 

## Programación
El catálogo de FlixOlé se compone en un mayor porcentaje de películas, aunque también tienen cabida en la plataforma series, documentales y cortometrajes. La mayoría de los títulos disponibles están producidos o son distribuidos por Enrique Cerezo Producciones Cinematográficas y Video Mercury Films. Esta última distribuye también en España obras de la RKO Pictures (de 23 de octubre de 1928 hasta 7 de marzo de 1959) y del género Wéstern/Spaghetti western, películas también muchas ellas disponibles en el catálogo de FlixOlé. Igualmente, todos los títulos se encuentran disponibles para su visualización en calidad HD. Los mismos también se distribuyen en categorías que se van adaptando a la actualidad de manera mensual, publicándose mediante destacados y contenidos recomendados.

### Cine español
Concebida como una plataforma especializada en el cine español, FlixOlé está conformada por títulos producidos en España. En concreto,  el servicio dispone de una amplia colección de películas españolas, algunas de las cuales datan de 1935. De esta manera, el catálogo recoge clásicos entre los que se cuelan además películas premiadas en festivales y estrenos en exclusiva, amén de documentales y cortometrajes.
Así, en FlixOlé se puede encontrar buena parte de la filmografía española con trabajos firmados por directores como: Pedro Olea, José Luis Sáenz de Heredia, Pedro Lazaga, Benito Perojo, Jaime de Armiñán, Ladislao Vajda, Juan de Orduña, José María Forqué, Luis Buñuel, Luis García Berlanga, Bigas Luna, Carlos Saura o Mariano Ozores; pero también realizadores actuales, como Julio Medem, Pedro Almodóvar, Iciar Bollaín, Alberto Rodríguez, Imanol Uribe, Álex de la Iglesia, Daniel Sánchez Arévalo, Gonzalo Suárez, José Luis Cuerda, Fernando León, Enrique Urbizu o Alejandro Amenábar.
Además de las categorías especiales programadas en función de la actualidad, también se pueden filtrar los contenidos por los géneros más reconocidos: comedia, drama, acción, romance, etc.

### Cine norteamericano y europeo
En el capítulo de contenidos producidos fuera de España, el catálogo de FlixOlé también incorpora un amplio archivo de películas de la RKO Pictures (todas las películas producidas o distribuidas por RKO entre 23 de octubre de 1928 a 7 de marzo de 1959), con clásicos de Orson Welles, Howard Hughes, Alfred Hitchcock, Jean Renoir o John Ford. En dicho apartado también se incluye cine wéstern y spaghetti western; así como una importante colección de largometrajes dirigidos por realizadores del cine italiano y europeo como Luchino Visconti,  Vittorio de Sica, Franco Zefirelli, Ettore Scola, Luchino Visconti, Dino Risi, Federico Fellini, Lars von Trier, Roberto Benigni, Peter Cattaneo, Ken Loach, Gianni Amelio, Nikita Mijalkov, Theo Angelopoulos, Krzysztof Kieślowski, Wim Wenders, Géza Bereményi, Kenneth Branagh, François Truffaut o Manoel de Oliveira entre otros nombres.

### Producción original
La plataforma de vídeo en streaming también ha contribuido en la producción de dos películas hasta la fecha: Historias de nuestro cine, documental dirigido por Antonio Resines y Ana Pérez-Lorente que recorre las distintas épocas del séptimo arte en España a través del testimonio de directores, actores y productores; y Sesión salvaje, otro documental cuyos realizadores, Paco Limón y Julio César Sánchez, abordan el cine de explotación de los años 60 y 80.

### Otras producciones disponibles
- Todas las películas protagonizadas por el dúo Bud Spencer y Terence Hill.
- Todas las películas protagonizadas por Mario Fortino Alfonso Moreno Reyes dando vida al personaje Cantinflas.
- Todas las películas Neorrealismo italiano (1945 -1958)
- Casi todas las películas rodadas en España del género Wéstern/Spaghetti western.
- Casi todas las películas ganadora o nominadas a mejor película del año de Premios Cinematográficos José María Forqué.

## Funcionamiento
El servicio de vídeo bajo demanda de FlixOlé permite el acceso al catálogo completo de la plataforma, aunque el contenido de la misma puede variar en función del país en él que se haya dado de alta la cuenta debido a los derechos de propiedad de los que se dispone. 
Igualmente, para visualizar los títulos es necesario contar con un dispositivo con acceso a internet y adquirir un plan de suscripción: mensual, cuyo coste es de 3,99€ (4,99 USD); o anual, que tiene una tarifa de 39,99€ (49,99 USD). También se puede contratar el servicio a través de la cuenta de Google Play o de Apple (iTunes), o mediante una cuenta de Amazon en el Fire Stick TV. Estas últimas tres opciones sólo están disponibles en aquellas cuentas creadas en España. 

### Soporte de dispositivos
El contenido está disponible para su reproducción a través de la página web de la propia plataforma (Flixole.com) (a nivel mundial), así como en televisores inteligentes, Fire Stick TV, Orange TV, tabletas y teléfonos IOS y Android (España, Andorra y Hispanoamérica). Con respecto a estos últimos dispositivos, la aplicación de FlixOlé permite descargar películas y episodios para posteriormente reproducirlas sin necesidad de conexión a internet en el mismo terminal o Tablet. Aplicación Flixole solo disponible para dispositivos a partir del año 2018, anteriores es muy posible que la aplicación no esté disponible.

### Canal en Prime Video
A comienzos de 2021, la plataforma de cine español llegó a un acuerdo con Amazon para que FlixOlé contase con un canal en la plataforma Prime Video Channels de Amazon. Así, desde febrero de 2021 el servicio de FlixOlé también se puede contratar a través de este último proveedor. De momento solo está disponible en España.